# 南疆薹草
南疆薹草（学名：Carex taldycola）是莎草科薹草属的植物。分布在中国大陆的新疆等地，生长于海拔2,100米至2,600米的地区，多生在山坡草地，目前尚未由人工引种栽培。